# Bengan Janson

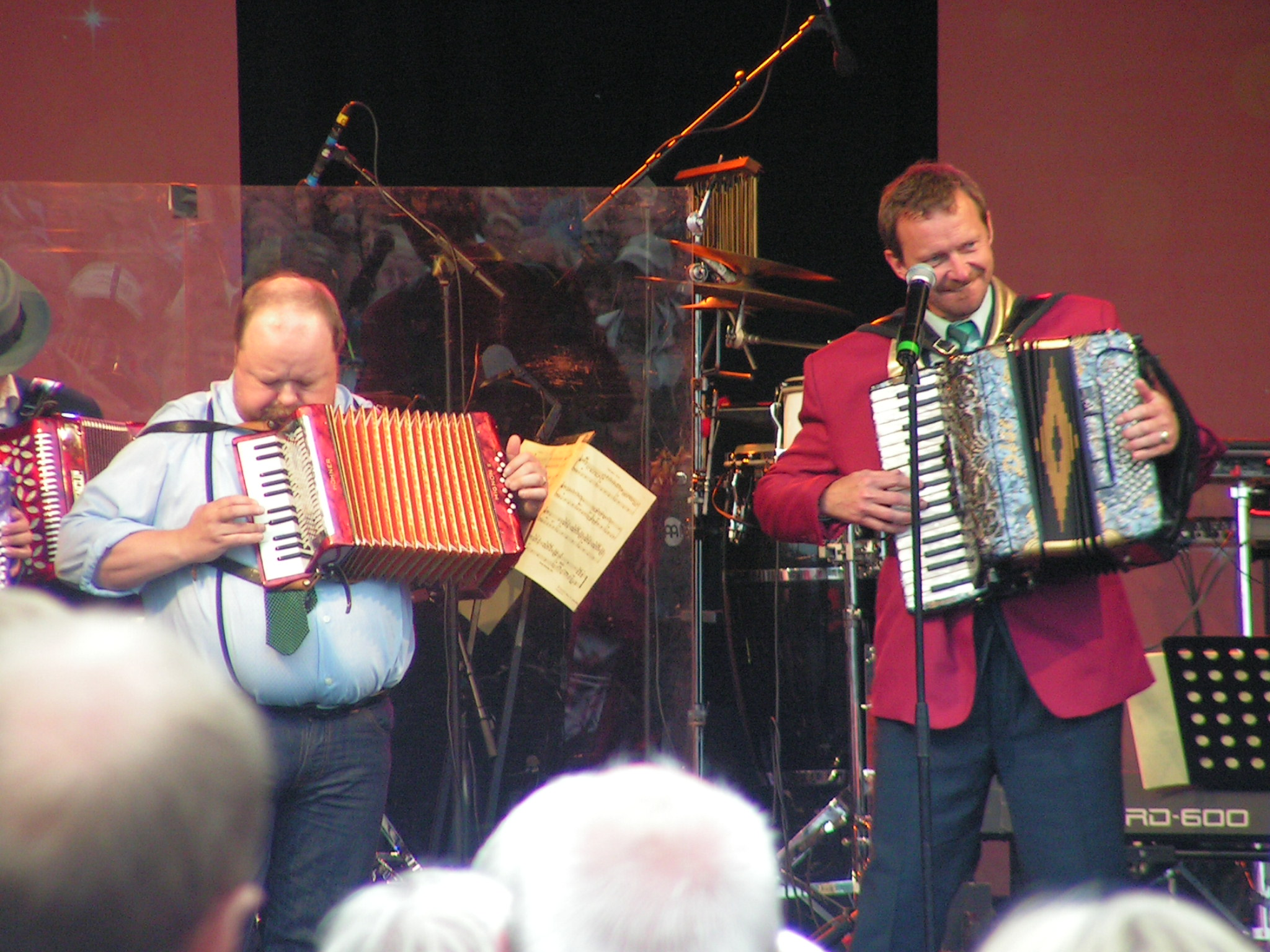
Kalle Moraeus och Bengan Janson.

Bengan Janson, folkbokförd Bengt Åke Jansson, född 23 februari 1963 i Stockholm, är en svensk dragspelare och sångare.  
Tillsammans med Kalle Moraeus bildar Janson duon Kalle & Bengan. Han var tidigare medlem i Östen med Resten. Janson utsågs 1995  till Årets dragspelare i Sverige. Under hösten 2012 var han körledare för Visby i Körslaget 2012.

## Diskografi

### I eget namn
- 1996 – Dragspela
- 2003 – Detlof
- 2010 – Upp med hakan
- 2014 – En vandrande spelman

### Östen med Resten
- 1995 – Och bilen går bra?
- 1996 – Njutånger
- 1997 – Mord och inga visor
- 2006 – Östen med Resten sjunger Evert Taube

### Folkmusikgruppen Nåra
- 1999 – Nåra (med Gunnel Mauritzson och Björn Ståbi)
- 2006 – Om

### Kalle & Bengan
- 2001 – Live in Köttsjön
- 2005 – Julens bästa vänner

### Ståbi– Jansson
- 2007 – Lyckovalsen
- 2009 – Springspåret

### Bengan Jansson / Jan Lundgren / Ulf Wakenius
- 2012 – Bengan Jansson / Jan Lundgren / Ulf Wakenius

Anders Henriksson & Bengan Janson
- 2015 - Hälsingegårdar - Musik till ett världsarv